# Dartmouth Big Green football
La squadra di football dei Dartmouth Big Green rappresenta il Dartmouth College. I Big Green competono nella Football Championship Subdivision (FCS) della National Collegiate Athletics Association (NCAA) e nella Ivy League. La squadra è allenata da Sammy McCorkle. Gioca le sue gare interne al Memorial Field di Hanover, New Hampshire e le sue rivalità principali sono con i Cornell Big Red, gli Harvard Crimson e i New Hampshire Wildcats.
L'istituto possiede una notevole tradizione che include un titolo nazionale e un record di 21 titoli della Ivy League, oltre a 11 membri della College Football Hall of Fame.
Dopo che Dartmouth entro formalmente nella Ivy League nel 1956, il capo-allenatore Bob Blackman guidò la squadra alla sua prima stagione da imbattuta dalla squadra del 1925 che vinse il titolo nazionale. Blackman ebbe anche il suo primo giocatore All-American nella classe del 1963, il quale ancorò una difesa che concesse solamente sei punti nelle prime cinque partite.

## Titoli nazionali
Dartmouth ha vinto il suo unico titolo nazionale nel 1925. L'istituto rivendica questo titolo.
| Anno | Allenatore   | Selettore                        | Record |
| 1925 | Jesse Hawley | Dickinson System, Parke H. Davis | 8-0    |

## Membri della Pro Football Hall of Fame
Un giocatore di Dartmouth è stato introdotto nella Pro Football Hall of Fame:
- Ed Healey (1914, 1916–1917, 1919)

## Membri della College Football Hall of Fame
Incluso Healey, dieci membri di Dartmouth sono stati introdotti nella College Football Hall of Fame:
- Murry Bowden (1968–1970)
- Frank Cavanaugh (1911–1916, come allenatore)
- Edward K. Hall (1892–1893, come allenatore)
- Myles Lane (1925–1927)
- Bob MacLeod (1936–1938)
- Bill Morton (1929–1931)
- Andy Oberlander (1923–1925)
- Clarence Spears (1912, 1914–1915)
- Reggie Williams (1973–1975)